# Winter Day's Nightmare
Winter Day's Nightmare è il secondo LP dei Libra registrato negli Study Total Experience di Los Angeles nel dicembre 1975 e pubblicato negli Stati Uniti nel 1976 dalla Motown Records.

## Tracce

### Lato A
1. Nothing Comes, Nothing Goes (Pt. I & II) - 3:39
2. This Chain - 3:09
3. Full Winter Day's Nightmare - 5:27
4. Lucy Squirrel - 7:09

### Lato B
1. Hey Carlito - 5:08
2. It's Not Tasteful To Fly - 4:39
3. My First Rainbow - 6:02
4. This Chain (Reprise) - 0:27

## Formazione
- Federico D'Andrea - voce, chitarra acustica
- Nicola Distaso - chitarra elettrica
- Alessandro Centofanti - tastiere
- Dino Cappa - basso
- Walter Martino - batteria